# Earth vs. the Flying Saucers
Earth vs. the Flying Saucers is een Amerikaanse sciencefictionfilm uit 1956 van Fred F. Sears met Hugh Marlowe, Joan Taylor en Donald Curtis.. De film werd gedistribueerd door Columbia Pictures en is uitgebracht in de Verenigde Staten op 1 juli, 1956. De film staat ook bekend als Invasion of the Flying Saucers

## Synopsis
Dr. Russell Marvin heeft de leiding over Operation Skyhook, een project dat onbemande raketten de ruimte instuurt die de weg moeten vrijmaken voor bemande ruimtevluchten. Vreemd genoeg worden alle raketten vernietigd en op een gegeven moment landt er een ruimteschip op aarde. Het leger laat het schip meteen ontploffen, en veroorzaakt daarmee een grootscheepse invasie van duizenden andere vliegende schotels.
Het is aan Dr. Russel om een nieuw wapen te ontwikkelen waarmee ze de invasie kunnen stoppen.

## Rolverdeling
| Acteur              | Personage                   |
| ------------------- | --------------------------- |
| Hugh Marlowe        | Dr. Marvin                  |
| Joan Taylor         | Mrs. Marvin                 |
| Donald Curtis       | Maj. Huglin, Liason Officer |
| Morris Ankrum       | Brig. Gen. John Hanley      |
| John Zaremba        | Prof. Kanter                |
| Thomas Browne Henry | Vice Adm. Enright           |
| Grandon Rhodes      | Gen. Edmunds                |

## Achtergrond
Ray Harryhausen verzorgde de effecten voor de vliegende schotels in de film. Hiervoor gebruikte hij onder andere veel stock footage, met name voor de gevechten.
De stem van de aliens werd geproduceerd via opnames van Paul Frees die de tekst voorlas, welke vervolgens vertraagd werd afgespeeld.
De film heeft beeldmateriaal gebruikt uit de film The Day the Earth Stood Still

## Prijzen en nominaties
In 1957 won de film een Golden Reel Award voor beste geluidsmontage in een film.